# Stiftung Thüringer Schlösser und Gärten

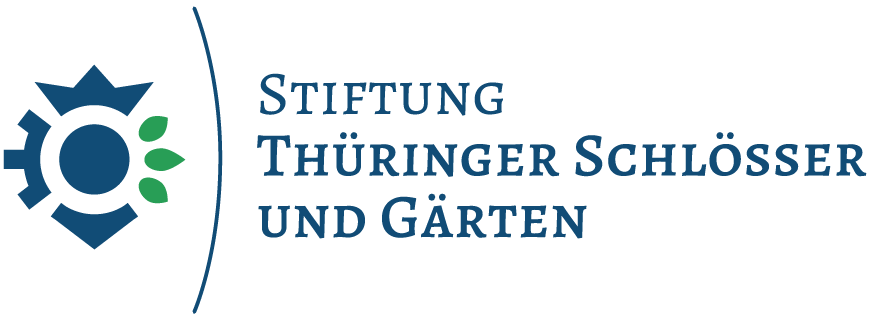
Logo der Stiftung Thüringer Schlösser und Gärten

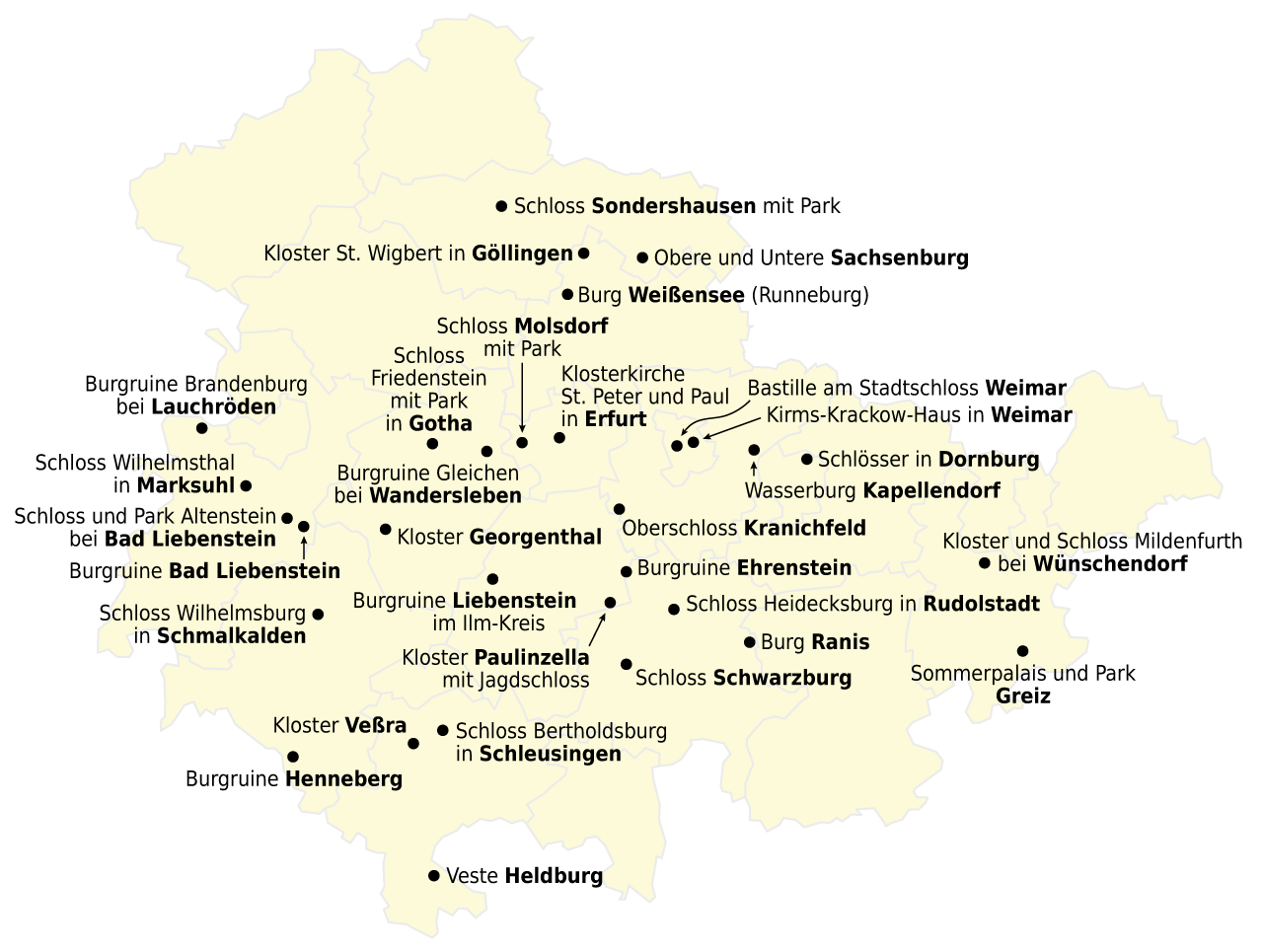
Die Liegenschaften am 31. Dezember 2009

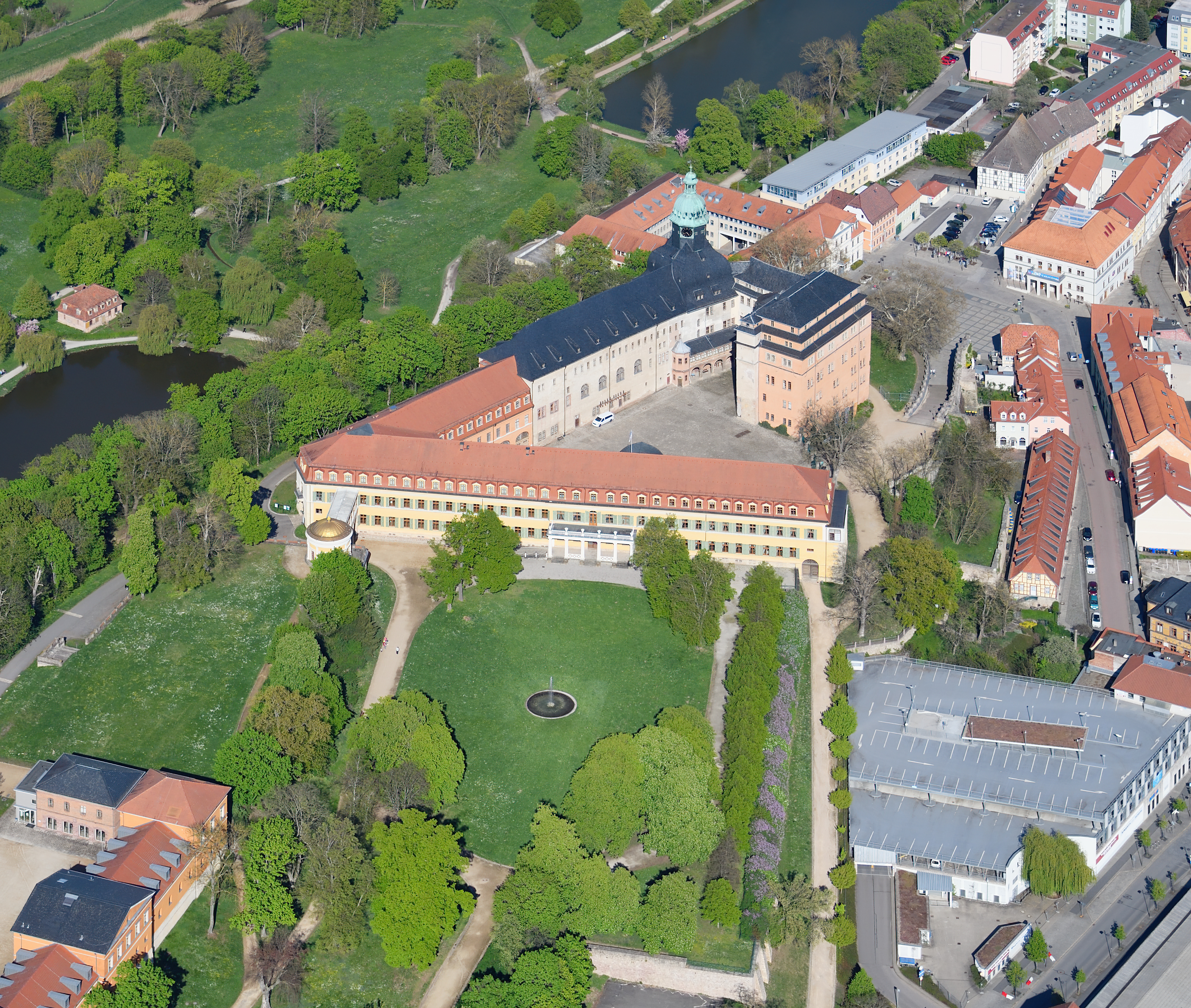
Schloss Sondershausen

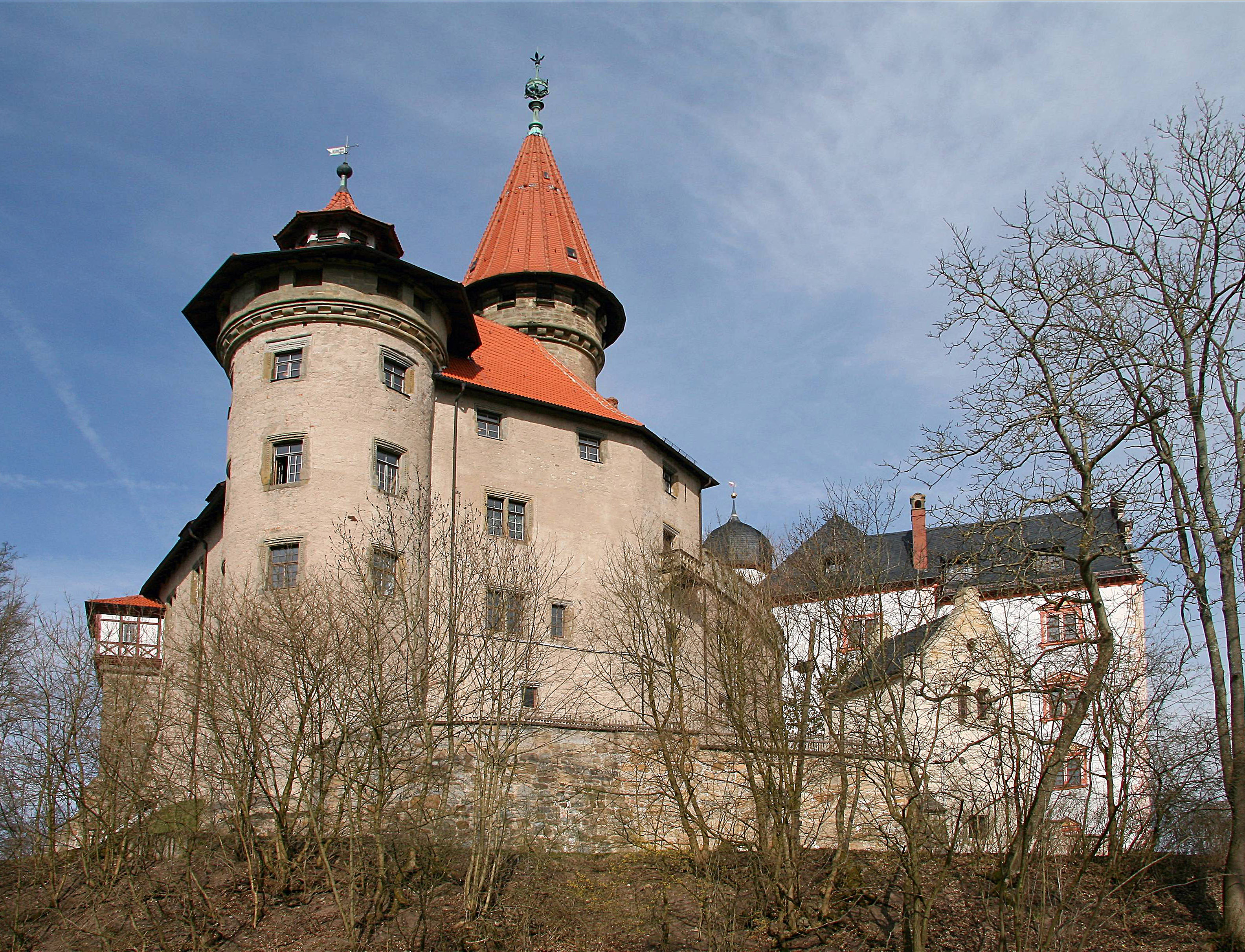
Veste Heldburg

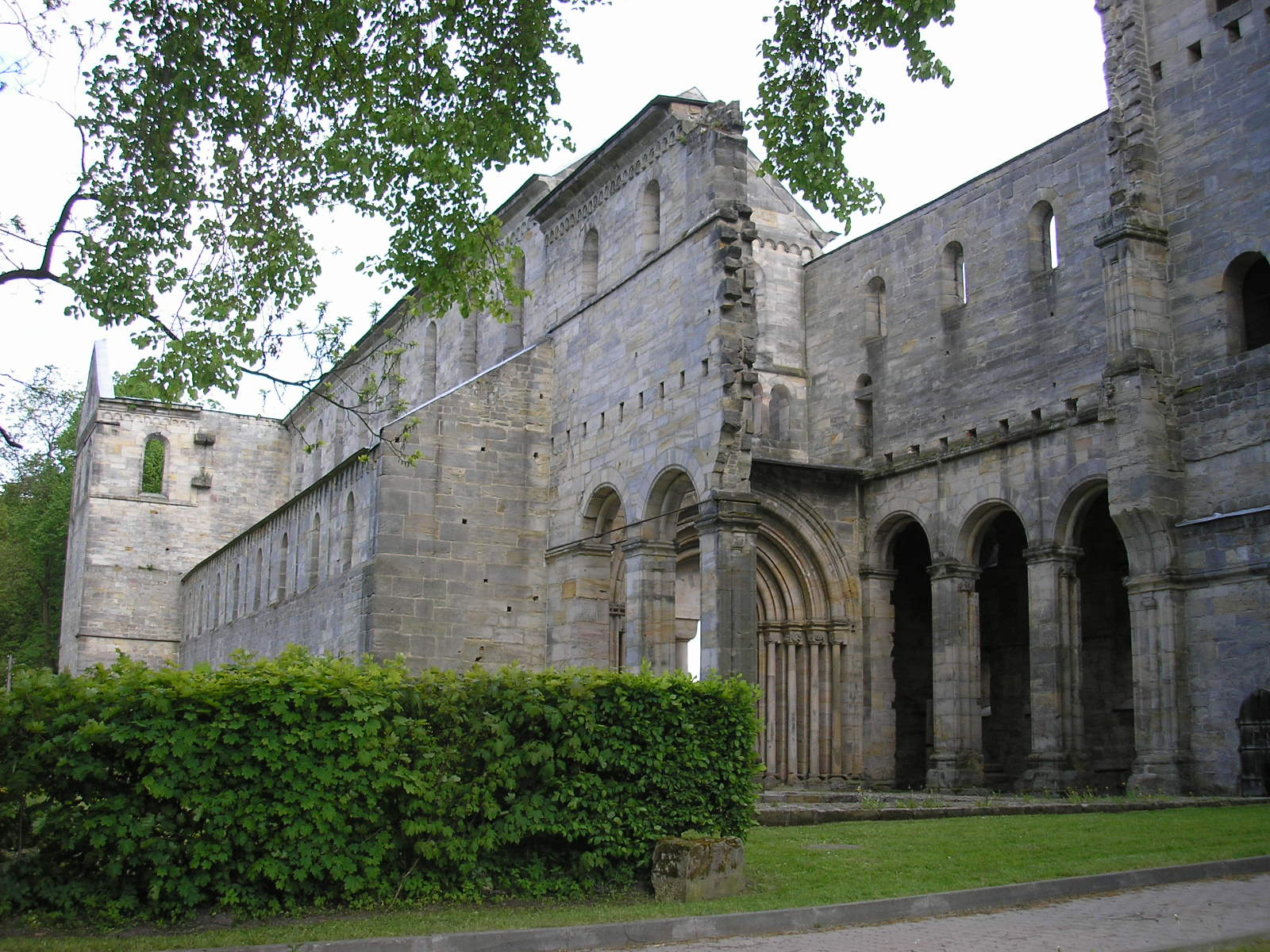
Kloster Paulinzella

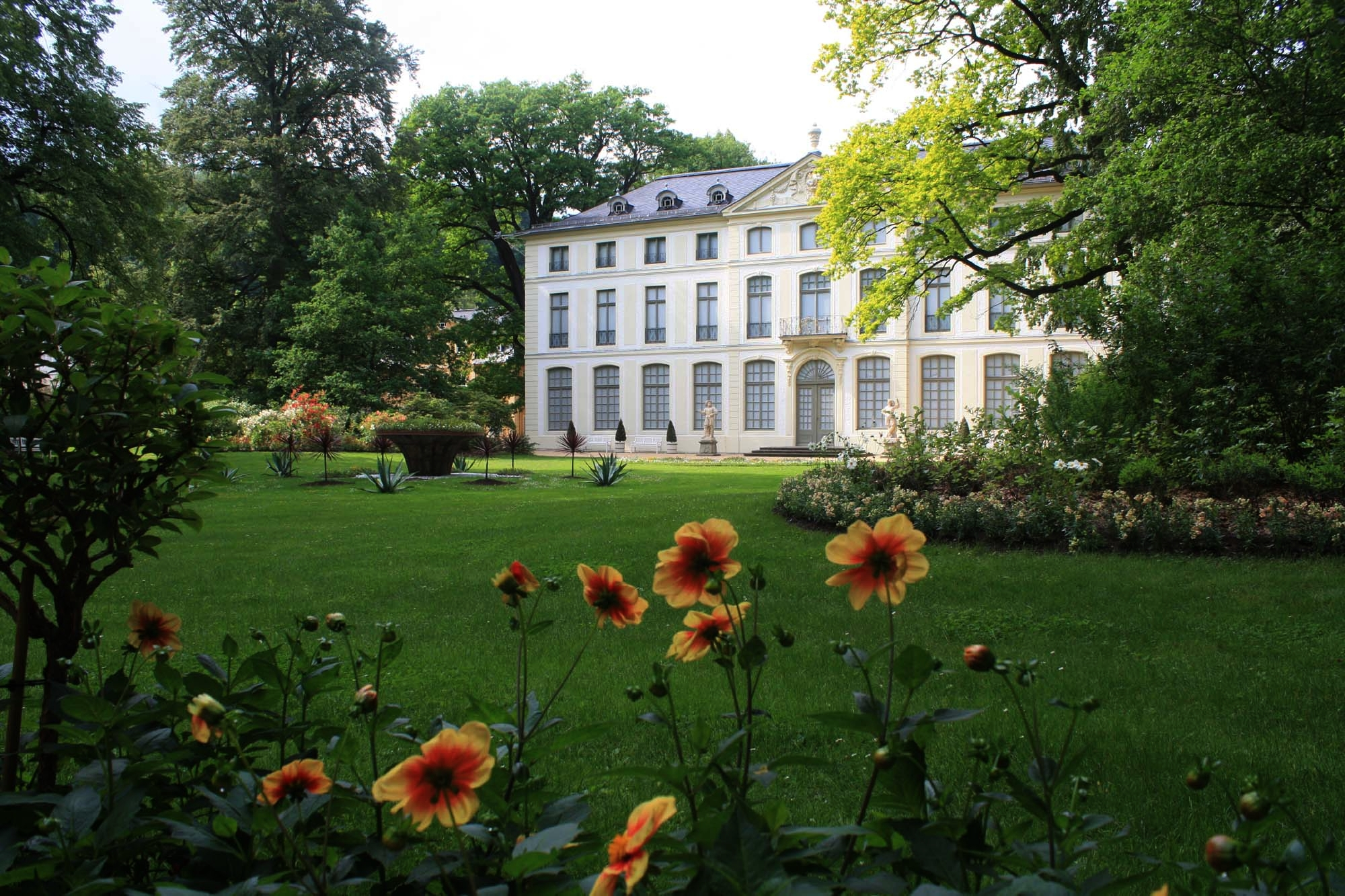
Sommerpalais und Fürstlich Greizer Park

Die Stiftung Thüringer Schlösser und Gärten ist eine gemeinnützige Stiftung des öffentlichen Rechts und wird vom Land Thüringen finanziell gefördert. Ihr Sitz ist auf Schloss Heidecksburg in Rudolstadt. Sie wurde 1994 gegründet und betreut 31 Schlösser, Burgen, Klöster, Parks und andere historische Anlagen in Thüringen.
Die Stiftung Thüringer Schlösser und Gärten übt die Rechte und Pflichten der unteren Denkmalschutzbehörde für von ihr betreute oder verwaltete Kulturdenkmale aus.
Direktorin ist Doris Fischer. Sie folgte 2017 auf den Gründungsdirektor Helmut-Eberhard Paulus.
Die Stiftung ist eine von zehn staatlichen Schlösserverwaltungen in Deutschland.

## Geschichte
Nach dem Ende der Monarchie wurde im Unterschied etwa zu Bayern und Berlin/Brandenburg in Thüringen keine eigenständige staatliche Schlösserverwaltung gegründet. Die Liegenschaftsverwaltung und die Organisation der Museumsbetriebe wurden in der Zeit der Weimarer Republik unterschiedlichen Ministerien des 1920 gegründeten Landes Thüringen zugeordnet. Während der Zeit der DDR gingen die Liegenschaften und die Trägerschaft der darin tätigen Museen in kommunale Hände über. 1994 entschloss sich der Thüringer Landtag, per Gesetz die Stiftung Thüringer Schlösser und Gärten zu gründen und ihr die inzwischen in vielen Bundesländern etablierten Aufgaben einer Schlösserverwaltung zu übertragen. Das Errichtungsgesetz enthält eine Liste der zu übertragenden landeseigenen Kulturdenkmale, die unmittelbar in das Eigentum der Stiftung übergingen. Im Lauf der Jahre kamen weitere Landesliegenschaften hinzu. Zudem enthält die Liste Liegenschaften in kommunaler Trägerschaft, deren Übergabe angestrebt oder ermöglicht werden sollte. So wurde 2004 etwa Schloss Friedenstein mit Herzoglichem Park Gotha per Übertragungsvertrag übernommen. Bei den übrigen machten die Kommunen bisher nicht Gebrauch von der Möglichkeit der Übertragung. 2009 wurden das Stadtschloss Weimar mit Ausnahme des vorgelagerten Ensembles Bastille sowie das Neue Museum im Rahmen eines Vertrags und später auf Beschluss des Thüringer Landtags an die Klassik Stiftung Weimar übertragen. Im Tausch erhielt die Stiftung Thüringer Schlösser und Gärten das Kirms-Krackow-Haus sowie das Renaissance- und das Rokokoschloss in Dornburg, sodass seither zusammen mit dem Alten Schloss Dornburg die drei Dornburger Schlösser in einer Hand vereint sind.
Der Betrieb von Museen in den Liegenschaften verblieb in der Trägerschaft der jeweiligen Kommunen oder Landkreise. Ausnahmen sind die Dornburger Schlösser und das Kirms-Krackow-Haus, wo die Stiftung Thüringer Schlösser und Gärten 2009 mit der Übertragung der Liegenschaften auch den Betrieb der Museen von der Klassik Stiftung Weimar übernahm. Seit 2021 etabliert die Stiftung Thüringer Schlösser und Gärten in einzelnen weiteren Liegenschaften den Betrieb in Eigenregie, zum Teil mit Partnern, darunter in Schloss und Park Altenstein in Bad Liebenstein, in der Klosterkirche St. Peter und Paul in Erfurt sowie im Oberschloss Kranichfeld.

## Stiftungsauftrag
Laut Errichtungsgesetz hat die Stiftung Thüringer Schlösser und Gärten den Auftrag, „die kulturhistorisch bedeutsamen Liegenschaften, insbesondere in Bezug auf ihre historische, kunsthistorische, denkmalpflegerische und landschaftsprägende Bedeutung, zu verwalten. Hierzu gehört es insbesondere, die Liegenschaften baulich zu betreuen sowie sie der Öffentlichkeit zugänglich zu machen oder einer ihrer Bedeutung gerecht werdenden Nutzung zuzuführen.“ Die Stiftung versteht sich daher „als öffentlichkeits-orientierte Einrichtung zur Bewahrung, Erschließung, Vermittlung und Tradierung eines besonderen kulturellen Erbes, das durch seinen europäisch geprägten höfischen Bezug als Schatz des Landes die Geschichte Thüringens symbolhaft verkörpert“.

## Finanzierung
Die Finanzierung der Stiftung erfolgt über Zuwendungen des Landes Thüringen, gegliedert in einen Verwaltungs- und einen Investitionshaushalt, im Rahmen der Landeshaushalte. Zudem kann die Stiftung Fördermittel Dritter empfangen. Umfangreiche Sanierungsprojekte konnten und können beispielsweise über den Europäischen Fonds für regionale Entwicklung (EFRE) und Förderprogramme wie „Nationale Projekte des Städtebaus“ oder „Investitionen für nationale Kultureinrichtungen in Ostdeutschland (Invest Ost)“ der Bundesrepublik Deutschland finanziert werden. Auch Stiftungen wie die Deutsche Stiftung Denkmalschutz oder die Deutsche Bundesstiftung Umwelt fördern projektbezogen die Arbeit der Stiftung Thüringer Schlösser und Gärten. Hinzu kommen Spendenprojekte von Fördervereinen und private Zuwendungen.
2020 beschloss der Deutsche Bundestag, die Sanierung von Liegenschaften der Stiftung Thüringer Schlösser und Gärten mit einem Sonderinvestitionsprogramm I in einem Gesamtvolumen von 200 Millionen Euro zu fördern. Das Programm mit einer Laufzeit bis 2027 wird auf Grundlage einer Verwaltungsvereinbarung jeweils zur Hälfte vom Bund und vom Freistaat Thüringen finanziert.

## Liegenschaften

### Schlösser und Parks
- Schloss und Park Altenstein bei Bad Liebenstein
- Schloss Bertholdsburg in Schleusingen
- Dornburger Schlösser1
- Schloss Friedenstein mit Herzoglichem Park und Orangerie in Gotha
- Sommerpalais und Fürstlich Greizer Park
- Schloss Heidecksburg in Rudolstadt
- Schloss Molsdorf mit Park
- Schloss Schwarzburg in Schwarzburg
- Schloss Sondershausen mit Schlosspark
- Bastille am Weimarer Stadtschloss1
- Kirms-Krackow-Haus in Weimar2
- Schloss Wilhelmsburg in Schmalkalden
- Schloss Wilhelmsthal bei Eisenach3

1 12. Dezember 2008: Weimarer Stadtschloss, ohne Bastille, an Klassik Stiftung Weimar im Tausch gegen zwei Dornburger Schlösser

2 12. Dezember 2008: Neues Museum Weimar wurde gegen das Kirms-Krackow-Haus in Weimar getauscht.

3 Das Land Thüringen wollte die Anlage ursprünglich verkaufen. Am 8. Juli 2009 kam das Schloss zur Stiftung.

### Burgen
- Burgruine Brandenburg in Lauchröden bei Gerstungen
- Burgruine Ehrenstein in Ehrenstein
- Burgruine Gleichen bei Wandersleben
- Veste Heldburg
- Burgruine Henneberg bei Henneberg
- Wasserburg Kapellendorf
- Oberschloss Kranichfeld
- Burgruine Liebenstein in Liebenstein (Ilm-Kreis)
- Burgruine Liebenstein in Bad Liebenstein (Wartburgkreis)
- Burg Ranis in Ranis
- Burg Weißensee (auch Runneburg genannt) in Weißensee
- Obere Sachsenburg und Untere Sachsenburg bei Oldisleben

### Klöster
- Klosterkirche St. Peter und Paul in Erfurt
- Kloster Georgenthal
- Kloster Mildenfurth in Wünschendorf/Elster
- Kloster Paulinzella mit Jagdschloss in Rottenbach
- Kloster Veßra
- Kloster Göllingen

### Museen
- Museum Dornburger Schlösser
- Museum im Kirms-Krackow-Haus